# James Madison Hughes
James Madison Hughes (* 7. April 1809 im Bourbon County, Kentucky; † 26. Februar 1861 in Jefferson City, Missouri) war ein US-amerikanischer Politiker. Zwischen 1843 und 1845 vertrat er den Bundesstaat Missouri im US-Repräsentantenhaus.

## Werdegang
James Hughes besuchte die öffentlichen Schulen seiner Heimat. Nach einem anschließenden Jurastudium und seiner Zulassung als Rechtsanwalt begann er in Liberty (Missouri) in diesem Beruf zu arbeiten. In dieser Stadt wurde er auch im Handel tätig. Politisch schloss sich Hughes der Demokratischen Partei an. Im Jahr 1839 saß er als Abgeordneter im Repräsentantenhaus von Missouri.
Bei den Kongresswahlen des Jahres 1842 wurde er im damals neu geschaffenen fünften Wahlbezirk von Missouri in das US-Repräsentantenhaus in Washington, D.C. gewählt, wo er am 4. März 1843 sein neues Mandat antrat. Bis zum 3. März 1845 konnte er nur eine Legislaturperiode im Kongress absolvieren. Diese war von den Diskussionen um eine mögliche Annexion der seit 1836 von Mexiko unabhängigen Republik Texas bestimmt.
1855 zog James Hughes nach St. Louis, wo er im Bankgewerbe arbeitete. Er starb am 26. Februar 1861 in Jefferson City und wurde in St. Louis beigesetzt.